# Charilaos Vasilakos

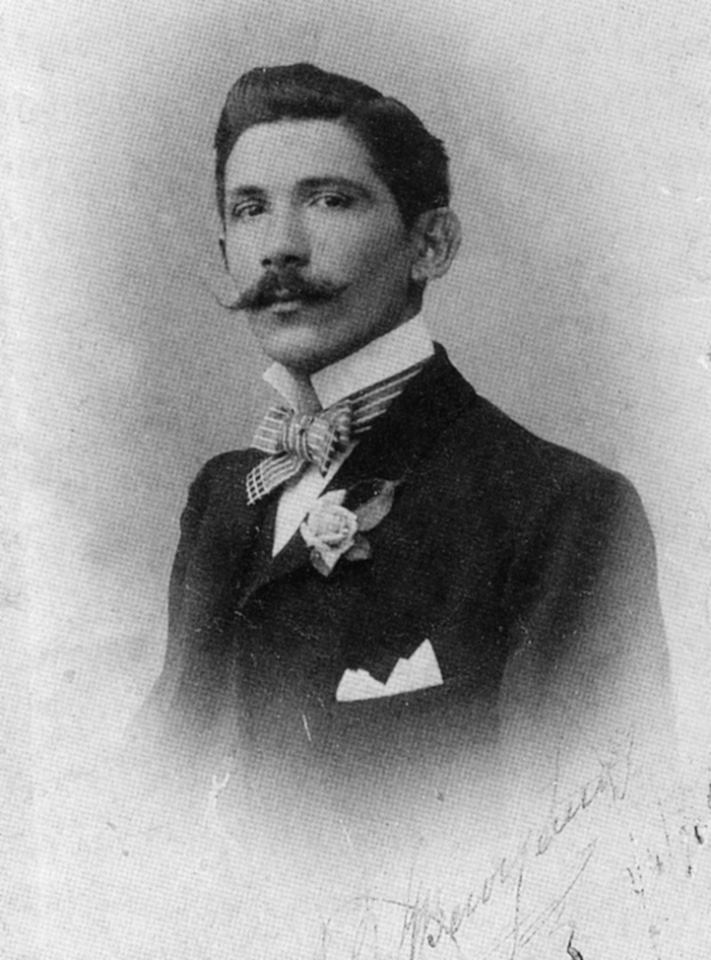
Charilaos Vasilako

Charilaos Vasilakos (griechisch Χαρίλαος Βασιλάκος, * November 1875 in Piräus; † 1. Dezember 1964 ebenda) war ein griechischer Leichtathlet.
Vasilakos nahm an den Olympischen Spielen 1896 in Athen teil. Bei den vorangegangenen Panhellenischen Spielen im März musste man griechische Starter für die Olympischen Spiele im gleichen Jahr wählen. Vasilakos, zu dieser Zeit schon als guter Langstreckenläufer bekannt, gewann den ersten Marathonlauf der Geschichte bei diesen Panhellenischen Spielen in einer Zeit von 3:18 Stunden.
Bei den Sommerspielen 1896 war Vasilakos einer der 17 Starter im Feld des Marathons. Er wurde hinter Spyridon Louis Zweiter mit einer Zeit von 3:06 Stunden. Nur neun Wettbewerber kamen ins Ziel.
Bei den Olympischen Zwischenspielen 1906 in Athen wurde er im Gehen über 1500 m Fünfter.
Nach seiner Karriere als Sportler wurde Vasilakos Zollbeamter in Athen.